# 24. ročník People's Choice Awards
24. ročník People's Choice Awards se konal 11. ledna 1998 v Pasadena Civic Auditorium v Pasadeně. Moderátory večera byli Ray Romano a Reba McEntire. Ceremoniál vysílala stanice CBS.

## Nominace a vítězové
Tučně jsou označeni vítězové.

### Film
| Nejlepší filmové drama       | Nejoblíbenější filmová komedie                |
| ---------------------------- | --------------------------------------------- |
| Jerry Maguire                | Lhář, lhář                                    |
| Nejoblíbenější filmový herec | Nejoblíbenější filmová herečka                |
| Harrison Ford - Tom Hanks    | Julia Roberts - Meryl Streep - Sandra Bullock |

### Televize
| Nejoblíbenější televizní komedie                           | Nejoblíbenější televizní drama                       |
| ---------------------------------------------------------- | ---------------------------------------------------- |
| Show Jerryho Seinfelda                                     | Pohotovost                                           |
| Nejoblíbenější nový televizní seriál: drama                | Nejoblíbenější nový televizní seriál: komedie        |
| Brooklyn South                                             | Veroničiny svůdnosti (remíza) Dharma a Greg (remíza) |
| Nejoblíbenější televizní herec                             | Nejoblíbenější televizní herečka                     |
| Tim Allen - David Duchovny - John Lithgow - Michael J. Fox | Oprah Winfrey - Helen Hunt - Gillian Anderson        |
| Nejoblíbenější televizní herec v novém seriálu             | Nejoblíbenější televizní herečka v novém seriálu     |
| Tony Danza                                                 | Kirstie Alleyová                                     |
| Nejoblíbenější telenovela                                  |                                                      |
| Tak jde čas                                                |                                                      |

### Hudba
| Nejoblíbenější zpěvačka                         | Nejoblíbenější zpěvák |
| ----------------------------------------------- | --------------------- |
| Whitney Houston (remíza) Reba McEntire (remíza) | Garth Brooks          |